# Hồ Mono
Hồ Mono là một hồ muối soda nông và lớn, toạ lạc trong quận Mono, California, Hoa Ky, hồ rộng 18.265 ha (182 km²) và được tạo lập ít nhất 760.000 năm trước đây như là một hồ nước cuối trong một lòng chảo nội lục. Việc thiếu chỗ lối thoát nước đã gây ra mức độ tích tụ muối cao trong hồ. Chất muối này cũng làm cho nước hồ bị kiềm.

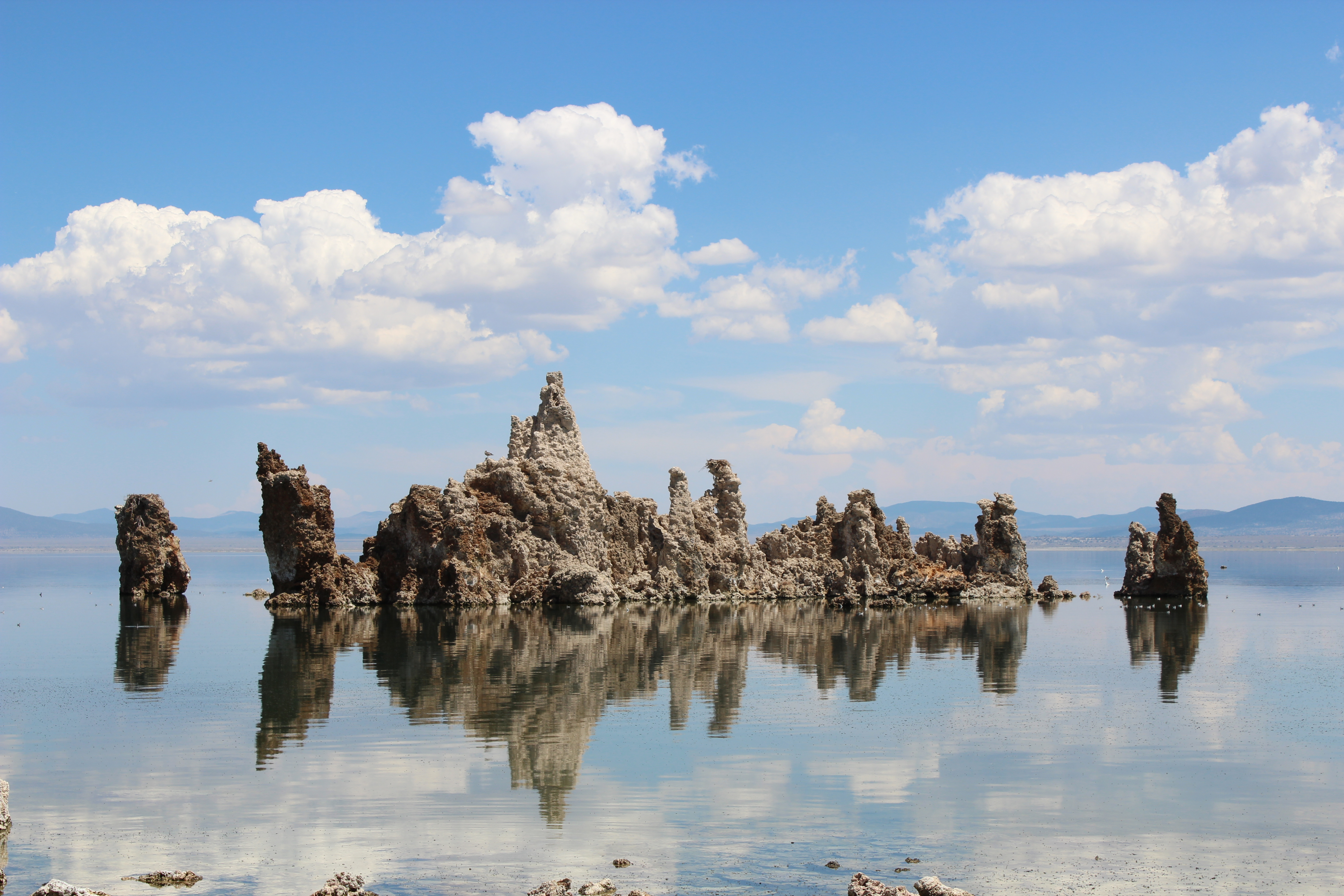
"South Tufa", Vùng đá vôi (đá Tufa là một loại đá vôi được hình thành khi các khoáng chất cacbonat kết tủa ra khỏi vùng nước nóng) trên hồ

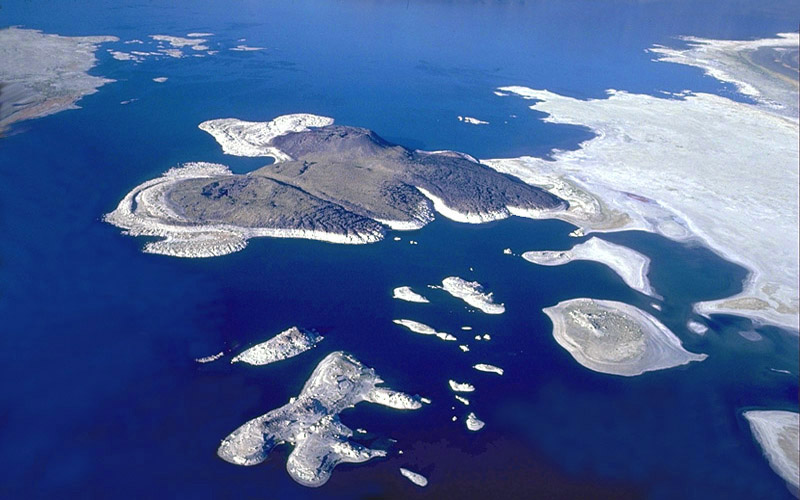
Đảo Negit

Hồ sa mạc này có một hệ sinh thái hiệu bất thường dựa trên tôm nước mặn phát triển mạnh trong vùng nước của nó, hồ cung cấp nơi làm tổ quan trọng cho hai triệu loài chim di cư hàng năm ăn tôm và rệp vừng (mà cũng ăn tôm).
Trong hồ có một số hòn đảo, cồn  như là đảo Negit (Negit Island) và Paoha Island (Paoha Island) rộng 9,1 km²